# Phasia hippobosca
Phasia hippobosca är en tvåvingeart som först beskrevs av Paramonov 1958.  Phasia hippobosca ingår i släktet Phasia och familjen parasitflugor. Inga underarter finns listade i Catalogue of Life.